# Анна Алоїза Острозька
Анна Алоїза Остро́зька, у шлюбі Ходкевич (1600 — 27 січня 1654) — представниця української аристократії, меценатка, ревна католичка.

## Біографія
Походила з впливової аристократичної української родини князів Острозьких і польської родини Костків. Донька волинського воєводи Олександра Острозького та Анни Костки. У 1603 році батько передчасно помер за загадкових обставин, перебувала під опікою матері.
У 1620 році вступила в шлюб з великим гетьманом литовським Яна Кароля Ходкевича (друга дружина). Чоловік загинув під час Хотинської битви 1621 року. У 1635 році померла її мати.
Після цього підпала під вплив єзуїтів, стала завзятою католичкою. Здійснювала заходи з поширення католицтва на українських землях, сприяла греко-католикам, передала їм церкву у Турові. Відкривала школи для виховання української шляхти за католицьким обрядом (наприклад, в Острозі), надавала допомогу ксьондзам. У 1624 році заснувала єзуїтські колегіуми у містах Острозі і Ярославі.
Перепоховала свого батька за латинським обрядом у збудованому за її сприяння костелі єзуїтів в Острозі, та спровокувала повстання у пасхальну ніч 1636 р. Цей рік вважають останнім роком існування Острозької Академії. При колегіумі в Острозі заснувала «конвікт» (інтернат) для шляхетської молоді. У 1629 році відновила фундацію католицькій парафії у дідичному Краківці. Наказала всім православним священикам у власних та державлених маєтках прибувати до Острога для участі в латинській процесії на свято Божого Тіла.

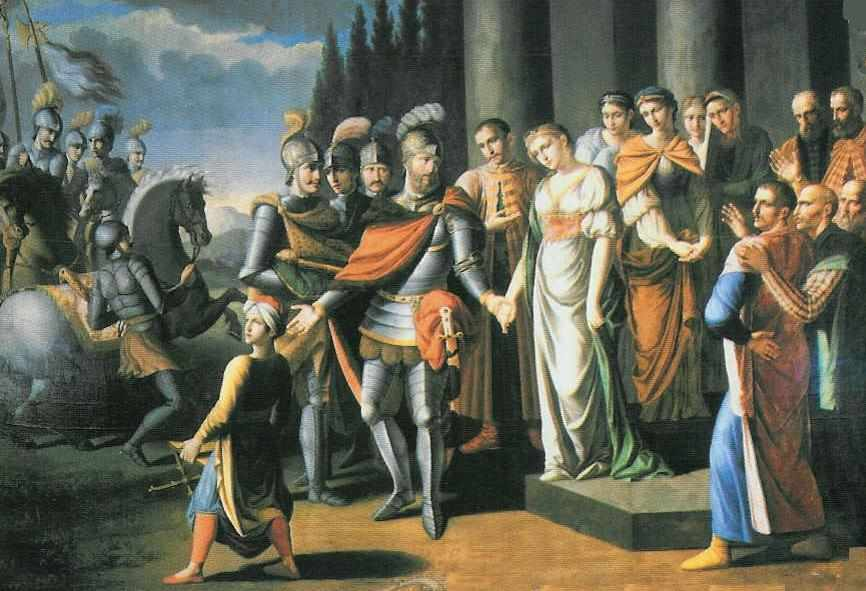
Прощання з чоловіком, який попрямував на поле Хотинської битви

З початком повстання під проводом Богдана Хмельницького втекла до своїх польських маєтностей.
Була власницею великої кількості маєтностей, зокрема Тернополя, Острога тощо. Після її смерти володіння перейшли до князів Заславських, згодом Сангушків.
Її лист до київського унійного митрополита Йосифа Рутського перебуває у збірці Центрального державного історичного архіву України у м. Львові. 
Померла на території Польщі. Тимчасово була похована в Ярославі, після початку воєн зі шведами. 1723 року після закінчення Північної війни була урочисто перепохована з чоловіком у домініканському костелі Внебовзяття Пресвятої Діви Марії в Острозі.

## Вшанування пам'яті
Після її смерті серед католиків побутувала ідея її канонізації. З огляду на розділи Речі Посполитої ці плани були унеможливлені. 